# 近藤恒一
近藤 恒一（こんどう つねいち、1930年 - ）は、日本のイタリア文学者。東京学芸大学名誉教授。ルネサンス思想史・文芸史を専攻。

## 経歴
1930年、高知県生まれ。広島大学文学部に入学し、清水純一の下で学んだ。1958年、広島大学大学院文学研究科（西洋哲学専攻）博士課程を単位修得退学。1961年から1967年まで、ボローニャ大学に研究留学し、ボローニャ大学講師。
1968年より大分大学講師、後に助教授。1974年、東京学芸大学助教授となった。1979～80年にフィレンツェで留学研究。1994年に東京学芸大学を定年退職し、名誉教授となった。

## 受賞・栄典
- 1984年 -『ペトラルカ研究』でマルコ・ポーロ賞を受賞。

## 研究内容・業績
1987年、マルコ・ポーロ賞を受賞した著作『ペトラルカ研究』を京都大学に提出して文学博士号を取得。ペトラルカ作品の訳も多く刊行。

## 著作

### 著書
- 『ペトラルカ研究』創文社 1984／知泉書館 2010
- 『ルネサンス論の試み』創文社 1985
- 『ペトラルカと対話体文学』創文社 1997
- 『ペトラルカ 生涯と文学』岩波書店 2002

### 翻訳
- エウジェニオ・ガレン『ヨーロッパの教育 ルネサンスとヒューマニズム』サイマル出版会 1974
  - 改訳版『ルネサンスの教育 人間と学芸との革新』知泉書館 2002
- ペトラルカ『ルネサンス書簡集』岩波文庫 1989
- エウジェーニオ・ガレン編『ルネサンス人』岩波書店 1990　
  - 甚野尚志・天野恵・柴野均・齊藤寛海・高階秀爾・荻野美穂・及川馥共訳
- カンパネッラ『太陽の都』岩波文庫 1992
- ペトラルカ『わが秘密』岩波文庫 1996
- 『ペトラルカ=ボッカッチョ往復書簡』岩波文庫 2006
- ペトラルカ『無知について』岩波文庫 2010
- ロレンツォ・ヴァッラ『快楽について』岩波文庫 2014

## 参考記事
- http://bookweb.kinokuniya.co.jp/htm/4862850979.html